# Silea
Silea là một đô thị ở tỉnh Treviso trong vùng Veneto, có cự ly khoảng 25 km về phía bắc của Venice và khoảng 4 km về phía đông của Treviso. Tại thời điểm ngày 31 tháng 12 năm 2004, đô thị này có dân số 9.767 người và diện tích là 18,7 km².
Silea giáp các đô thị: Carbonera, Casale sul Sile, Casier, Roncade, San Biagio di Callalta, Treviso.